# Pseudofàquia
El terme pseudofàquia s'utilitza en medicina per designar la situació en què queda l'ull d'un pacient al qual se li ha extirpat el cristal·lí i s'ha substituït per una lent intraocular.

## Causes
La causa més freqüent de pseudofàquia és una operació de cataracta. Abans de l'ús generalitzat de lents intraoculars, l'ull intervingut de cataracta quedava sense cristal·lí: aquesta situació es coneix com a afàcia.
A l'ull psedudofàquic no li cal la utilització de gruixuts vidres correctors (com és el cas de l'afàcic) i la visió és en general considerablement millor, ja que els gruixuts vidres externs necessaris per compensar la manca de cristal·lí magnifiquen les imatges i produeixen aberracions esfèriques i cromàtiques.
Una altra causa de pseudofàquia és la lensectomia refractiva, és a dir, l'extirpació d'un cristal·lí normal per substituir-lo per una lent intraocular amb la intenció de tractar de manera definitiva defectes de refracció com la miopia.

## Explicació
El cristal·lí és una part de l'ull que en circumstàncies normals es troba per darrere de l'iris i es comporta com una lent. La seva presència és necessària per a una correcta visió, ja que la seva capacitat de refracció és imprescindible perquè els raigs de llum que penetren en l'ull convergeixin exactament sobre la retina. Quan existeix una malaltia de l'ull anomenada cataracta, el cristal·lí perd la seva transparència, per la qual cosa la llum no pot penetrar en el globus ocular i la visió és borrosa o nul·la. Per tractar la cataracta es realitza una operació mitjançant la qual s'extirpa el cristal·lí i se substitueix per una lent intraocular.